# 達爾科夫斯基冰川
77°52′S 162°26′E / 77.867°S 162.433°E
達爾科夫斯基冰川（英語：Darkowski Glacier），是南極洲的冰川，位於維多利亞地的斯科特海岸，處於佐勒冰川和博爾冰川之間，最終注入費拉爾冰川，由英國探險隊繪入地圖。